# Deutscher Germanistenverband
Der Deutsche Germanistenverband (DGV) ist ein Verband für beruflich tätige Germanisten und Germanistinnen an Hochschulen und Forschungseinrichtungen sowie Schulen und Fortbildungsstätten.

## Gliederung in Teilverbände
Der Verband gliedert sich in die „Gesellschaft für Hochschulgermanistik im Deutschen Germanistenverband“ (GfH im DGV) und den „Fachverband Deutsch im Deutschen Germanistenverband“ (FV im DGV). Die GfH im DGV ist die Fachgruppe der Hochschulgermanistinnen und Hochschulgermanisten. Im FV im DGV sind Deutschlehrerinnen und Deutschlehrer organisiert.

## Ziele der Teilverbände und des Gesamtverbandes
Die Gesellschaft für Hochschulgermanistik im DGV sieht die Förderung von Wissenschaft und Forschung in der deutschsprachigen Germanistik als ihr grundlegendes Ziel. Sie befasst sich mit aktuellen wissenschafts- und bildungspolitischen Themen und kooperiert mit verschiedenen Institutionen und Verbänden sowohl der eigenen als auch benachbarter (Teil-)Disziplinen.
Der Fachverband Deutsch im DGV sieht seine Aufgabe in der Entwicklung des Deutschunterrichts und des Fachgesprächs, der Nachwuchsausbildung und der Fortbildung von Deutschlehrerinnen und Deutschlehrern. Er fördert die Verbindung zwischen den Fachgruppen sowie die Kommunikation mit Kultusverwaltungen und Bildungs- und Fortbildungseinrichtungen auf Landes- und Bundesebene.
Der Gesamtverband DGV will die Verbindung der Germanistinnen und Germanisten stärken, die an Hochschulen und Schulen tätig sind, und für einen Wissensaustausch sorgen. Der Verband ist bemüht, die Interessen des Fachs in der Öffentlichkeit zu vertreten. Er pflegt Kontakte zu benachbarten Fachgebieten und anderen Fachverbänden im In- und Ausland.

## Deutscher Germanistentag
Beide Teilverbände des Deutschen Germanistenverbandes richten alle drei Jahre den Deutschen Germanistentag aus, der ein Forum für die wissenschaftliche und öffentliche Auseinandersetzung mit den Zielen der Germanistik und des Deutschunterrichts und eine Plattform für die Vernetzung von Hochschulgermanisten und Deutschlehrern anbietet. Der Deutsche Germanistentag wird in der Regel von 650 bis 800 Interessierten besucht.
Die letzten Deutschen Germanistentage fanden 2013 an der Christian-Albrechts-Universität in Kiel zum Thema „Positionierungen des Faches Germanistik für das 21. Jahrhundert“, 2016 an der Universität Bayreuth zum Thema „Erzählen“, 2019 an der Universität des Saarlandes in Saarbrücken zum Thema „Zeit“ und 2022 an der Universität Paderborn zum Thema „Mehrdeutigkeiten“ statt. Der nächste Deutsche Germanistentag wird 2025 an der Technischen Universität Braunschweig stattfinden.

## Mitteilungen des Deutschen Germanistenverbandes
Der Deutsche Germanistenverband gibt seit 1954 quartalsweise die Verbandszeitschrift Mitteilungen des Deutschen Germanistenverbandes (MDGV) heraus, die seit 2010 beim Verlag V&R unipress erscheint. Die Fachzeitschrift konzentriert sich je Heft auf ein Schwerpunktthema mit Beiträgen zu fachwissenschaftlichen, fachdidaktischen und wissenschafts- wie bildungspolitischen Entwicklungen. Die Rubrik „Aktuelles Forum“ bietet ergänzend einen Beitrag zu Fragen von Didaktik und Deutschunterricht und richtet sich besonders an Deutschlehrerinnen und Deutschlehrer.

## Geschichte

### Völkische Gründungskontexte
Der Verband wurde am 29. Mai 1912 in Frankfurt am Main gegründet. Der Frankfurter Hochschullehrer Friedrich Panzer forderte im Einleitungsvortrag, „daß die Erziehung unserer Jugend auf völkischem Boden gegründet, das Deutsche also in den Mittelpunkt des Unterrichts gestellt werde“ und eine allgemeine „Deutschkunde“ zu begründen sei. Ihm zur Seite standen die Frankfurter Gymnasiallehrer Johann Georg Sprengel und Klaudius Bojunga, die einen neuen deutschen Schultypus forderten, der Latein aus den Lehrplänen streichen sollte. Erster Vorsitzender von 1912 bis 1922 war Ernst Elster, Friedrich Panzer wurde 1933 sein Nachfolger.
1920 wurde der Verband in Gesellschaft für deutsche Bildung umbenannt, Verbandsorgan war zunächst Das deutsche Gymnasium, ab 1925 die Zeitschrift für deutsche Bildung (ZfDB). Die Themen waren stets die deutsche Sprache, deutsche Kultur und deutsches Volk. Die Organisationsquote unter den deutschen Hochschullehrern erreichte in der Weimarer Republik über 80 Prozent. Der nationalsozialistische Vorsitzende Friedrich Neumann überführte die Gesellschaft für deutsche Bildung 1935 in den Nationalsozialistischen Lehrerbund.

### Neugründungen nach der NS-Zeit
Die Vereinigung Deutscher Hochschulgermanisten wurde im September 1951 in Heidelberg wiedergegründet, erster Vorsitzer war Jost Trier (Universität Münster). Am 15. September 1952 beim Deutschen Germanistentag in Münster rekonstituierte sich der Verband erstmals unter der Bezeichnung als Deutscher Germanistenverband als Gesamtverband für Hochschulgermanisten und Deutschlehrer. Die Neugründung ging mit einer Neuausrichtung der angestrebten Ziele des Verbandes einher und sollte den Verband in seiner neuen Konstitution somit klar von den völkischen Kontexten seiner Gründung abgrenzen. Von 1952 bis Anfang der 1970er Jahre bestand der Verband aus drei Fachgruppen, Hochschulgermanisten, Germanisten an Pädagogischen Hochschulen, Deutschlehrer. Mittlerweile gliedert es sich in die zwei Teilverbände der Hochschulgermanisten auf der einen und der Deutschlehrer auf der anderen Seite.

### Kritische Reflexion der Verbandsgeschichte
Dass Teile der Verbandsgeschichte parallel zur völkischen Geschichte Deutschlands entstanden sind, ist etwa seit den 1980er Jahren Thema kritischer Reflexionen und umfassender Aufarbeitungen. Legendär wurde in diesem Kontext der Deutsche Germanistentag 1966 in München, als die Verstrickung namhafter Ordinarien in den Nationalsozialismus zur Sprache kam. Initiiert durch Eberhard Lämmert und Walter Müller-Seidel rief der Verband selbst dazu auf, der Erforschung der Fachgeschichte besonders im Hinblick auf die Jahre 1933 bis 1945, aber auch in der Nachwirkung jener Jahre eine dokumentarische und institutionelle Basis zu geben. Dieser Aufruf führte 1972 zur Einrichtung der Arbeitsstelle für die Erforschung der Geschichte der Germanistik im Deutschen Literaturarchiv Marbach.
Anlässlich des 100. Jahrestages der Gründung (29. Mai 1912) und des 60. Jahrestages der Neugründung (15. September 1952) wurde die kritische Auseinandersetzung mit der Verbandsgeschichte auch in den Mitteilungen des Deutschen Germanistenverbandes thematisiert. Das von Gisela Beste und Jörg Kilian herausgegebene Heft 59.3 von 2012 der MDGV beschäftigt sich unter der Überschrift „Germanistik und Deutschunterricht im Deutschen Germanistenverband. Gestern – heute – morgen“ mit der Verbandsgeschichte und -zukunft. Retrospektiven auf die Verbandsarbeit in ihren historischen Kontexten, Reflexionen zur Zukunft des Fachs Germanistik und seiner Teildisziplinen werden hierbei ergänzt durch ein Positionspapier beider Teilverbände zum Thema „Germanistik und Deutschunterricht“. Das Positionspapier wird auf der Website des Deutschen Germanistenverbandes zur Verfügung gestellt.